# Cellografia
Cellografia (łac. cello(n) + gr. graphia), również celloryt – współczesna wypukła lub wklęsła technika graficzna. Kompozycja jest robiona na termoplastycznej tafli (np. cellon) na której gorącym narzędziem wytapiane są formy lub kształty. Płytę taką następnie pokrywa się farbą i odbija na papierze, co daje efekt końcowy. Technika wymyślona została przez Polaka Mariana Malinę.